# The World EP.2: Outlaw
The World EP.2: Outlaw — одинадцятий мініальбом південнокорейського хлопчачого гурту Ateez. Реліз відбувся 16 червня, під лейблами KQ Entertainment, RCA Records, та Legacy Recordings. Альбом складається з семи пісень, включаючи заголовний сингл «Bouncy (K-Hot Chilli Peppers)». Для підтримки і просування мініальбому, гурт вирушить у світове турне під назвою «The Fellowship: Break the Wall».

## Передумови та теми
Мініальбом продовжує тему, розпочату у The World EP.1: Movement (2022), що «ознаменувала початок таємного руху, що спричинить розлом у цьому контрольованому суспільстві». Також, він містить теми утиснення та «бажання звільнитися від нього».
Учасник гурту Чонхо сказав, що гурт хотів, щоб головний сингл «Bouncy (K-Hot Chilli Peppers)» мав «веселий вайб та енергійні кольори», що вони продемонстрували, включивши жести у свою хореографію, а також рядки «flaking the pepper, grinding it and biting it»(досл. лущити перець, розтерти його та укусити). Він також сказав: «Для інших треків, (ми), можемо використовувати різні концепції. Цей мініальбом сам по собі багатогранний. З музичної точки зору він дуже різноманітний». USA Today зазначили, що «This World» має «оперні, примарні тони», а «Outlaw» — «гіпнотичний темп».

## Список пісень
| #     | Назва                           | Автор слів                                                                         | Автор музики                                       | Аранжування                                     | Тривалість |
| ----- | ------------------------------- | ---------------------------------------------------------------------------------- | -------------------------------------------------- | ----------------------------------------------- | ---------- |
| 1.    | «This World»                    | Eden Ollounder Buddy Maddox Peperoni Oliv Kim Hong-joong Song Min-gi Alex Karlsson | Eden Ollounder Buddy Maddox Peperoni Oliv Karlsson | Eden Ollounder Buddy Maddox Peperoni Oliv       | 3:32       |
| 2.    | «Dune»                          | Eden Ollounder Maddox Peperoni Oliv Kim Song Door                                  | Eden Ollounder Maddox Peperoni Oliv Door           | Eden Ollounder Maddox Peperoni Oliv Door        | 3:15       |
| 3.    | «Bouncy (K-Hot Chilli Peppers)» | Eden Ollounder Buddy Maddox Peperoni Oliv Kim Song                                 | Eden Ollounder Buddy Maddox Peperoni Oliv Karlsson | Eden Ollounder Buddy Maddox Peperoni Oliv       | 3:07       |
| 4.    | «Django»                        | Eden Ollounder Buddy Maddox Peperoni Oliv Kim Song Door                            | Eden Ollounder Buddy Maddox Peperoni Oliv Door     | Eden Ollounder Buddy Maddox Peperoni Oliv Door  | 3:11       |
| 5.    | «Wake Up» (최면)                | Eden Ollounder Buddy Maddox Peperoni Oliv Kim Song                                 | Eden Ollounder Buddy Maddox Peperoni Oliv          | Eden Ollounder Buddy Maddox Peperoni Oliv       | 3:06       |
| 6.    | «Outlaw»                        | Eden Ollounder Maddox Peperoni Oliv Kim Song Leez Dwayne                           | Eden Ollounder Maddox Peperoni Oliv Leez Dwayne    | Eden Ollounder Maddox Peperoni Oliv Leez Dwayne | 3:19       |
| 19:30 |                                 |                                                                                    |                                                    |                                                 |            |

## Досягнення
| Видання | Список                           | Місце | Прим. |
| ------- | -------------------------------- | ----- | ----- |
| Paste   | The 20 Best K-pop Albums of 2023 | 15    | [ 5 ] |

## Чарти

### Щотижневі чарти
| Чарт (2023)                                  | Пікова позиція |
| -------------------------------------------- | -------------- |
| Бельгія Belgian Albums (Ultratop Flanders)   | 3              |
| Бельгія Belgian Albums (Ultratop Wallonia)   | 10             |
| Хорватія Croatian Foreign Albums (IFPI)      | 5              |
| Данія Danish Albums (Hitlisten)              | 23             |
| Нідерланди Dutch Albums (MegaCharts)         | 70             |
| Німеччина German Albums (Offizielle Top 100) | 34             |
| Угорщина Hungarian Albums (MAHASZ)           | 12             |
| Японія Japanese Albums (Oricon)              | 1              |
| Japanese Combined Albums (Oricon)            | 1              |
| Japanese Hot Albums (Billboard Japan)        | 1              |
| Lithuanian Albums (AGATA)                    | 33             |
| New Zealand Albums (RMNZ)                    | 40             |
| Шотландія Scottish Albums (OCC)              | 6              |
| South Korean Albums (Circle)                 | 1              |
| Swedish Albums (Sverigetopplistan)           | 34             |
| Швейцарія Swiss Albums (Schweizer Hitparade) | 59             |
| Велика Британія UK Albums (OCC)              | 10             |
| США Billboard 200                            | 2              |
| США World Albums (Billboard)                 | 1              |

### Місячні чарти
| Чарт (2023)                  | Позиція |
| ---------------------------- | ------- |
| Japanese Albums (Oricon)     | 5       |
| South Korean Albums (Circle) | 3       |

### Чарти на кінець року
| Чарт (2023)                           | Позиція |
| ------------------------------------- | ------- |
| Japanese Albums (Oricon)              | 57      |
| Japanese Hot Albums (Billboard Japan) | 56      |
| South Korean Albums (Circle)          | 32      |
| US World Albums (Billboard)           | 14      |

## Сертифікації
| Регіон                                             | Сертифікація | Продажі    |
| -------------------------------------------------- | ------------ | ---------- |
| Південна Корея (KMCA)                              | Мільйонний   | 1 000 000^ |
| Південна Корея (KMCA) Mini Record version          | Платиновий   | 250 000^   |
| ^відвантаження, що базуються лише на сертифікаціях |              |            |